# Warora
Warora è una città dell'India di 42.240 abitanti, situata nel distretto di Chandrapur, nello stato federato del Maharashtra. In base al numero di abitanti la città rientra nella classe III (da 20.000 a 49.999 persone).
Nel suo territorio si trova lo ashram fondato da Baba Amte nel 1951, ove vivono, sono curati e lavorano lebbrosi rifiutati dalla società e bambini ciechi e sordi, che ricevono un'istruzione adatta alle loro possibilità.

## Geografia fisica
La città è situata a 20° 13' 60 N e 79° 0' 0 E e ha un'altitudine di 210 m s.l.m..

## Società

### Evoluzione demografica
Al censimento del 2001 la popolazione di Warora assommava a 42.240 persone, delle quali 21.937 maschi e 20.303 femmine. I bambini di età inferiore o uguale ai sei anni assommavano a 4.931, dei quali 2.603 maschi e 2.328 femmine. Infine, coloro che erano in grado di saper almeno leggere e scrivere erano 32.600, dei quali 18.004 maschi e 14.596 femmine.